# جيم كامينجز
جيم كامينجز (بالإنجليزية: Jim Cummings)‏ (و. 1952  م) هو ممثل، وممثل دوبلاج، ومغني، ومؤدي أصوات أمريكي، ولد في يونغزتاون، أوهايو.

## وصلات خارجية
- جيم كامينجز على موقع IMDb (الإنجليزية)
- جيم كامينجز على موقع ميتاكريتيك (الإنجليزية)
- جيم كامينجز على موقع روتن توميتوز (الإنجليزية)
- جيم كامينجز على موقع قاعدة بيانات الأفلام العربية
- جيم كامينجز على موقع ألو سيني (الفرنسية)
- جيم كامينجز على موقع ميوزك برينز (الإنجليزية)
- جيم كامينجز على موقع أول موفي (الإنجليزية)
- جيم كامينجز على موقع قاعدة بيانات الأفلام السويدية (السويدية)
- جيم كامينجز على موقع إن إن دي بي (الإنجليزية)
- جيم كامينجز على موقع أول ميوزيك (الإنجليزية)